# Pedro Ciriaco
Pedro Ciriaco (nacido el 27 de septiembre de 1985 en San Pedro de Macorís) es un campocorto dominicano que juega para la organización de los Texas Rangers.

## Carrera

### Arizona Diamondbacks
Ciriaco fue firmado por los Diamondbacks de Arizona como amateur en 2003. En 2005, Ciraco jugó para el equipo novato avanzado afiliados a los Diamondbacks, Missoula Osprey. Luego jugó en nivel A para South Bend Silver Hawks en 2006. Las dos próximas temporadas, Ciraco jugó en nivel A avanzado para Visalia Oaks, mientras que en 2009 fue promovido a nivel AA, con los Mobile BayBears. Más tarde, comenzó el 2010 en nivel AAA con Reno Aces. Al comienzo de la temporada, la revista Baseball America lo clasificó como el 27mo prospecto de los Diamondbacks de cara a la temporada, elogiando su defensa y velocidad.

### Pittsburgh Pirates
El 30 de julio de 2010, Ciriaco y Chris Snyder fueron canjeados a los Piratas de Pittsburgh a cambio de D. J. Carrasco, Ryan Church y Bobby Crosby el 31 de julio de 2010. Fue asignado rápidamente al club de AAA de los Piratas, los Indios de Indianápolis. Sin embargo, tuvo una tardía llamada a filas por los Piratas e hizo su debut en Grandes Ligas el 8 de septiembre de 2010. Jugó en 8 partidos con los Piratas en la temporada.
Durante los entrenamientos de primavera del equipo en 2011, Ciriaco obtuvo un promedio de bateo de .333 y jugó en 26 partidos. El 27 de marzo de 2011, Ciraco fue asignado nuevamente a los Indios de Indianápolis después de que los Piratas seleccionaran a Josh Rodríguez en la Regla 5 para el roster del Día Inaugural del equipo. El anuncio se produjo momentos después de que él y Rodriguez ayudaran a los Piratas a derrotar a los Rays de Tampa Bay al anotar en un error de lanzamiento en la parte baja de la novena entrada para darle al equipo una victoria de 5-4.

### Boston Red Sox
El 3 de enero de 2012, los Medias Rojas de Boston firmaron a Ciriaco con un contrato de ligas menores. Fue subido en ese mismo año al equipo grande debido a la lesión del antesalista Will middlebrooks, tuvo una buena temporada haciendo el papel de "Utility" del equipo. En 76 partidos y 259 turnos bateó para promedio de .293, conectó 15 dobles, 2 triples y 2 cuadrangulares. Remolcó 19 carreras y se estafó 16 bases en 19 intentos.
En la temporada 2013 Ciriaco pasó por 3 equipos, 2 de la Americana y 1 de la Nacional. El total ofensivo con estas tres franquicias fue: En 56 partidos bateó para promedio de .224 (125-28), conectó 4 dobles, 2 triples, 2 cuadrangulares, remolcó 8 carreras y se estafó 8 bases en 9 intentos.
En 2013 comenzó la temporada con los Medias Rojas de Boston. Tras 28 partidos el 14 de junio de 2013 fue cambiado a los Padres de San Diego.

### San Diego Padres
Jugó 23 partidos con los Padres de San Diego. Su promedio de bateo fue de .238 y fue dejado en waivers.

### Kansas City Royals
El 16 de julio de 2013 fue reclamado de waivers por los Kansas City Royals y pasó gran parte de lo que restaba de la temporada en las menores. Jugó 5 partidos en el equipo grande.

### Atlanta Braves
En octubre de 2014 Ciriaco fue firmado por los Bravos de Atlanta a un contrato de ligas menores. El 2 de mayo de 2015 fue llamado a las mayores por los Bravos.

### Texas Rangers
En enero de 2016, Ciriaco firmó un contrato de ligas menores con los Rangers de Texas.

### LIDOM
El 28 de junio de 2013 fue adquirido por los Leones del Escogido desde los Toros del Este en la LIDOM a cambio del receptor Gary Sánchez y el lanzador zurdo Frank de los Santos.